# Hợp đồng tổng thầu EPC
Hợp đồng tổng thầu EPC, tên đầy đủ là Hợp đồng thiết kế, cung cấp thiết bị công nghệ và thi công xây dựng công trình (tiếng Anh: Engineering Procurement and Construction) là một loại hợp đồng xây dựng mà nhà thầu thực hiện toàn bộ các công việc từ thiết kế kỹ thuật hoặc thiết kế bản vẽ thi công, cung ứng vật tư, thiết bị đến thi công xây dựng công trình, hạng mục công trình và chạy thử bàn giao cho chủ đầu tư.
Các loại hợp đồng tổng thầu EPC khác loại còn có:
- Hợp đồng tổng thầu chìa khóa trao tay (LSTK, Lump Sum Turn Key). Hợp đồng loại "chìa khóa trao tay" (Turnkey), ngoài các phần thiết kế, cung ứng vật tư, thiết bị, thi công xây dựng công trình, nhà thầu được chọn còn cần thực hiện việc lập dự án đầu tư xây dựng công trình.
- Hợp đồng thiết kế, cung cấp thiết bị công nghệ, lắp đặt và chạy thử nghiệm (EPIC, Engineering, Procurement, Installation & Commissioning) và đôi khi là Hợp đồng thiết kế, cung cấp thiết bị công nghệ, thi công xây dựng công trình và chạy thử nghiệm (EPCC, Engineering, Procurement, Construction and Commissioning).